# Bistum Polokwane
Das Bistum Polokwane (lateinisch Dioecesis Polokwanensis) ist eine in Südafrika gelegene römisch-katholische Diözese mit Sitz in Polokwane.

## Geschichte
Das Bistum Polokwane wurde am 22. Dezember 1910 durch Papst Pius X. aus Gebietsabtretungen des Apostolischen Vikariates Transvaal als Apostolische Präfektur Nord-Transvaal errichtet. Am 13. Juni 1939 wurde die Apostolische Präfektur Nord-Transvaal durch Papst Pius XII. zur Territorialabtei erhoben und in Territorialabtei Pietersburg umbenannt. Die Territorialabtei Pietersburg gab am 27. Dezember 1962 Teile ihres Territoriums zur Gründung der Apostolischen Präfektur Louis Trichardt ab.
Am 15. Dezember 1988 wurde die Territorialabtei Pietersburg durch Papst Johannes Paul II. zum Bistum erhoben und dem Erzbistum Pretoria als Suffraganbistum unterstellt. Im September 2009 wurde das Bistum Pietersburg in Bistum Polokwane umbenannt.

## Ordinarien

### Apostolische Präfekten von Nord-Transvaal
- Ildefonso Lanslots OSB, 1911–1922
- Salvatore van Nuffel OSB, 1922–1939

### Äbte der Territorialabtei Pietersburg
- Friedrich Osterrath OSB, 1939–1952
- Francis Clement Van Hoeck OSB, 1954–1974
- Fulgence Werner Le Roy OSB, 1975–1988

### Bischöfe von Pietersburg
- Fulgence Werner Le Roy OSB, 1988–2000
- Mogale Paul Nkhumishe, 2000–2009

### Bischöfe von Polokwane
- Mogale Paul Nkhumishe, 2009–2011
- Jeremiah Madimetja Masela, seit 2013